# تان سو
تان سو (انگلیسی: Than Soe؛ زادهٔ ۳ ژوئن ۱۹۵۲) بازیکن فوتبال اهل میانمار بود.
وی به‌همراه تیم ملی فوتبال میانمار در بازی‌های المپیک تابستانی ۱۹۷۲ شرکت کرده‌است.